# Cho Won-hee
Dans ce nom coréen, le nom de famille, Cho, précède le nom personnel.
Cho Won-hee, né le 17 avril 1983 à Séoul, est un footballeur international sud-coréen. Il joue au poste de défenseur ou milieu de terrain.
Il effectue un essai à l'AS Monaco en janvier 2009, mais il finit par s'engager avec Wigan.

## Carrière

### En club
- 2002 : Ulsan Hyundai Horang-i -  Corée du Sud
- 2003-2004 : Gwangju Sangmu Phoenix -  Corée du Sud
- jan. 2005-mars 2009 : Suwon Bluewings -  Corée du Sud
- mars 2009-fév. 2011 : Wigan Athletic -  Angleterre
  - fév. 2010-déc. 2010 : Suwon Bluewings -  Corée du Sud (prêt)
- depuis fév. 2011  : Guangzhou Evergrande -  Chine

### En équipe nationale
Il a disputé trois matchs lors du championnat du monde des moins de vingt ans en 2003. Il a eu sa première cape en octobre 2005.
Il participe à la coupe du monde 2006 avec l'équipe de Corée du Sud.

## Palmarès
- Championnat de Chine : 2011 et 2012
- Coupe de Chine : 2012
- 38 sélections en équipe nationale (1 but)